# Гиталов, Александр Васильевич
Алекса́ндр Васи́льевич Гита́лов (14 [27] мая 1915, Татаровка, Херсонская губерния — 17 марта 1994, Камышеватое, Кировоградская область) — советский новатор колхозного производства, один из инициаторов комплексной механизации возделывания сельскохозяйственных культур; бригадир тракторной бригады колхоза им. XX съезда КПСС Новоукраинского района Кировоградской области, УССР.
Дважды Герой Социалистического Труда (1948, 1958), лауреат Государственной премии СССР.

## Биография
Родился 27 мая (14 мая по старому стилю) 1915 года в селе Татаровка Елисаветградского уезда Херсонской губернии.
Трудовую деятельность начал в Камышеватском колхозе в 1929 году. В 1934 окончил курсы трактористов. С 1936 года — бригадир тракторной бригады Малопомошнянской МТС Новоукраинского района. После расформирования МТС (1958) — в той же должности в колхозе им. XX съезда КПСС.
Участник Великой Отечественной войны. После войны продолжил трудиться бригадиром Малопомошнянской МТС. В 1947 году получил в среднем по 22,4 центнеров ржи с каждого гектара на участке площадью 165 гектаров. Указом Президиума Верховного Совета СССР от 16 февраля 1948 года «за получение высоких урожаев пшеницы, ржи, кукурузы и сахарной свеклы, при выполнении колхозом обязательных поставок и натуроплаты за работу МТС в 1947 году и обеспеченности семенами зерновых культур для весеннего сева 1948 года» удостоен звания Героя Социалистического Труда с вручением ордена Ленина и золотой медали «Серп и Молот».
Член КПСС с 1948 года. Делегат XX—XXIII съездов КПСС. С 1956 года — член ЦК Коммунистической партии Украинской ССР, депутат Совета Национальностей Верховного Совета СССР 3—11 созывов (1950—1989) от Украинской ССР. Член Советского комитета защиты мира.
Умер Александр Васильевич 17 марта 1994 года. Похоронен 21 марта на Новом кладбище в родном селе.

## Награды
- Дважды Герой Социалистического Труда:
  - 16.02.1948 — за высокие урожаи ржи
  - 26.02.1958 — за успехи в развитии сельского хозяйства
- Три ордена Ленина (16.02.1948, 08.12.1973, 24.05.1985)
- орден Октябрьской Революции
- орден Отечественной войны 2-й степени (11.03.1985)
- орден Трудового Красного Знамени
- орден Дружбы народов (26.05.1975)
- медали
- Государственная премия СССР, 1975.
- Лауреат премии ЦК КП Украины имени Ярослава Галана, 1973 (за статью «Дума о хлебе», 1972).[13]

## Память
24 сентября 1961 года в селе Камышеватом открыт бронзовый бюст А. В. Гиталова (скульптор М. Д. Декерменджи, архитектор И. Л. Масленков).
В апреле 2005 года Кировоградский облсовет учредил областную премию им. Гиталова для награждения лучших работников агропромышленной отрасли.
Автор книг:
- Воспитать достойную смену : Из опыта работы Камышеватской средней школы Новоукраинского района Кировоградской области УССР. Пособие для учителя / А. В. Гиталов, Н. А. Калиниченко, 95 с. ил. 22 см, М. Просвещение 1985;[16]
- Наша передовая — поле / А. В. Гиталов; [Лит. запись В. Ф. Ганоцкого], 94,[2] с. 17 см, Киев Молодь 1986;[17]
- С открытым сердцем : Рассказ бригадира механизаторов колхоза им. XX съезда КПСС Кировоградской области / А. В. Гиталов, 69,[2] с. 20 см, М. Изд-во ДОСААФ СССР 1987;[18]